# Nektarnik sawannowy
Nektarnik sawannowy (Cinnyris moreaui) – gatunek małego ptaka z rodziny nektarników (Nectariniidae). Występuje endemicznie w Tanzanii. Uznany za bliski zagrożenia.

## Taksonomia
Po raz pierwszy gatunek opisał William Lutley Sclater w 1933 na łamach „The Ibis”. Uznał go za podgatunek nektarnika dwuwstęgiego (Cinnyris mediocris) i nadał mu nazwę Cinnyris mediocris moreaui. Holotyp, dorosły samiec, pochodził z Maskati w paśmie Nguru, odłowiony został 14 września 1931 na wysokości 1800 m n.p.m. (6000 stóp). Obecnie (2021) Międzynarodowy Komitet Ornitologiczny uznaje nazwę Cinnyris moreaui i uznaje nektarnika sawannowego za gatunek monotypowy. Niegdyś sądzono, że nektarniki sawannowe mogą być hybrydami pomiędzy nektarnikami: dwuwstęgim (C. mediocris) i masajskim (C. loveridgei), jednak badania DNA wskazują na odrębność C. moreaui jako gatunku.

## Zasięg występowania
Nektarnik sawannowy jest endemitem Tanzanii, występuje w górach wschodniej części kraju. Zwykle spotykany w przedziale wysokości 1300–1850 m n.p.m., w górach Udzungwa do 2500 m n.p.m.

## Morfologia
Długość ciała wynosi 11–12 cm, masa ciała 5,1–10,4 g. U holotypu długość skrzydła wyniosła 55 mm, ogona – 37 mm, dzioba 20 mm.
Występuje dymorfizm płciowy w upierzeniu. U samca wierzch ciała, łącznie z barkówkami, mniejszymi i średnimi pokrywami skrzydłowymi, oraz broda są brązowozielone, opalizujące. Kuper porastają pióra oliwkowozielone, niepołyskujące. Pokrywy nadogonowe zielone, metaliczne, na końcu fioletowe. Sterówki brązowe, bardzo ciemne, zewnętrzna para jaśniejsza; ogon nieco stopniowany. Pierś zielona, poniżej zielonego obszaru położony jest wąski (2 mm) niebieski pasek, fioletowo opalizujący. Poniżej niego leży szeroki na 10–15 mm pasek lub plama barwy od czerwonej po pomarańczową, na bokach piersi żółto obrzeżony. Pióra na brzuchu jaskrawooliwkowe albo żółtooliwkowe. Pęczki piór po bokach piersi są słabo zarysowane, żółte. Skrzydła bardzo ciemne, brązowe, oliwkowożółto obrzeżone. Tęczówka ciemnobrązowa lub czarna, dziób i nogi czarne. U samicy wierzch ciała jest oliwkowozielony, pióra górnej części grzbietu i ciemienia mają metalicznie połyskujące szarozielone krawędzie. Sterówki jak u samca. Pierś i brzuch jaskrawe, żółtooliwkowe, broda i gardło bardziej szare. Lotki i pokrywy skrzydłowe większe są ciemnobrązowe, wyróżniają się żółtooliwkowymi krawędziami. Tęczówka ciemnobrązowa, nogi i dziób czarne.

## Ekologia i zachowanie
Nektarniki sawannowe żyją w lasach albo rosnących wzdłuż dróg zakrzewieniach lub lasach, unikają lasów sosnowych i luźnych zakrzewień. Często widywane w stadach wielogatunkowych. Żerują od 1 do 3 m nad ziemią. Nie jest znany dokładny skład pożywienia, przypuszczalnie żywią się nektarem i owadami. Wodę spijają z porostów rosnących wśród bezlistnych roślin z rodzaju Albizia.
Gniazdo buduje wyłącznie samica. Wyglądem przypomina niewielką, zamkniętą od góry sakwę. Budulec stanowią liście lub suche trawy oraz delikatne włókna z gniazd owadów. Umiejscowione jest do 2 m nad ziemią na krzewie lub do 10 m nad ziemią na drzewie. Jaja mają skorupkę o barwie białawej z szarobrązowymi plamkami. Plamy lęgowe u samic odnotowywano w okresie od sierpnia do grudnia.

## Status
IUCN uznaje nektarnika sawannowego za gatunek bliski zagrożenia (NT, Near Threatened) nieprzerwanie od 1988 (stan w 2020). Liczebność populacji nie została oszacowana, w 2001 ptak ten opisywany był jako bardzo pospolity. Trend liczebności populacji uznawany jest za spadkowy. Głównym zagrożeniem dla gatunku jest wycinka lasów pod tereny rolnicze i w celu pozyskania drewna na opał.